# Leonardo Zuloaga Olivares
Leonardo Zuloaga Olivares (Ceánuri, Vizcaya, 6 de noviembre de 1806 - 20 de febrero de 1865) fue hacendado y empresario español. 
Se estima que hacia 1815-1816 viajó junto a su familia a tierras de la Nueva España. Se asentaron en la localidad de Durango, ubicada en la provincia de Nueva Vizcaya. Sus hermanos Ramón y Pedro se trasladaron a vivir a Chihuahua y la hermana Martha contrajo matrimonio con Juan Fierro y se quedó en Durango. Marchó a Parras y Saltillo en el estado de Coahuila, y en octubre de 1834 se casó con María Luisa Ybarra Goribar. A pesar de la convulsión política de la época, que tras la independencia de México propició numerosos cambios del statu quo en las regiones de la zona (como la separación de la provincia de Texas), él se dedicaba a labores agrícolas en la hacienda de la familia de su esposa, donde se cultivaba trigo, maíz, frijol, además de la vid para elaborar vinos y licores.
En 1841 adquirió la Hacienda de Hornos en Viesca, Coahuila, donde se instaló junto a su mujer. Comenzó a construir los pilares de lo que posteriormente fue la base de la agricultura y ganadería del suroeste del estado de Coahuila. En 1848 compró junto a Juan Ignacio Jiménez, la hacienda de San Lorenzo de la Laguna, antigua propiedad de los marqueses de San Miguel de Aguayo. Cuatro años más tarde decidieron dividir la inmensa propiedad, convirtiéndose en terrateniente poseedor de todo el suroeste de Coahuila, que posteriormente pasó a llamarse Comarca Lagunera de Coahuila. Construyó presas y canales convirtiendo el desierto al Norte de San Luis de Potosí en ricas tierras algodoneras. Es considerado el padre de la agricultura progresiva del México septentrional.